# Sévignacq
Sévignacq is een gemeente in het Franse departement Pyrénées-Atlantiques (regio Nouvelle-Aquitaine) en telt 606 inwoners (1999). De plaats maakt deel uit van het arrondissement Pau.

## Geografie
De oppervlakte van Sévignacq bedraagt 17,2 km², de bevolkingsdichtheid is 35,2 inwoners per km².
De onderstaande kaart toont de ligging van Sévignacq met de belangrijkste infrastructuur en aangrenzende gemeenten.

## Demografie
Onderstaande figuur toont het verloop van het inwonertal (bron: INSEE-tellingen).

1. ↑  Populations de référence 2022.